# Serie A1 2012 (canoa polo maschile)
La serie A1 2012 è stata la seconda divisione del 20º Campionato italiano maschile di canoa polo dall'introduzione del regolamento ICF. Al termine della stagione dal Nord sono stati promossi in serie A Idroscalo Club e Gruppo Canoe Polesine ed è retrocesso in serie B il neopromosso Canottieri Sabazia. Dal Sud sono invece saliti Jomar Club e Team Kayak Sardegna, mentre sono retrocessi Canottieri Pisa e Canoa Club Arenella.

## Girone 1

### Composizione squadre
| Club                         | Città                 |
| ---------------------------- | --------------------- |
| Idroscalo Club               | Milano                |
| Canoa Club Bologna           | Anzola dell'Emilia    |
| Amici del Fiume Torino       | Torino                |
| ARCI Borgata Marinara Lerici | Lerici                |
| Gruppo Canoe Polesine        | Rovigo                |
| Canottieri Sabazia           | Savona                |
| Lega Navale Italiana Ancona  | Ancona                |
| Canoa San Giorgio            | San Giorgio di Nogaro |
| Canoa Kayak Cervia           | Cervia                |
| Canoa Club Ferrara           | Ferrara               |

### Classifica
|  |     | Classifica 2012       | Pti | G  | V  | N | P  | GF  | GS  | DR  |
|  | --- | --------------------- | --- | -- | -- | - | -- | --- | --- | --- |
|  | 1.  | Idroscalo Club        | 48  | 18 | 15 | 3 | 0  | 88  | 32  | 56  |
|  | 2.  | Gruppo Canoe Polesine | 45  | 18 | 14 | 3 | 1  | 114 | 38  | 76  |
|  | 3.  | ARCI BM Lerici        | 44  | 18 | 14 | 2 | 2  | 84  | 40  | 44  |
|  | 4.  | Canoa Club Bologna    | 39  | 18 | 13 | 0 | 5  | 72  | 53  | 19  |
|  | 5.  | LNI Ancona            | 24  | 18 | 8  | 0 | 10 | 64  | 71  | -7  |
|  | 6.  | A.d.F Torino          | 20  | 18 | 6  | 2 | 10 | 56  | 65  | -9  |
|  | 7.  | Canoa San Giorgio     | 19  | 18 | 6  | 1 | 11 | 69  | 62  | 7   |
|  | 8.  | CK Cervia             | 10  | 18 | 3  | 1 | 14 | 39  | 95  | -56 |
|  | 9.  | Canoa Club Ferrara    | 9   | 18 | 3  | 0 | 15 | 47  | 103 | -56 |
|  | 10. | Canottieri Sabazia    | 6   | 18 | 2  | 0 | 16 | 33  | 107 | -74 |

## Girone 2

### Composizione squadre
| Club                                      | Città                |
| ----------------------------------------- | -------------------- |
| Canoa Club Cagliari                       | Cagliari             |
| Team Kayak Sardegna                       | Cagliari             |
| Canottieri Comunali Firenze               | Firenze              |
| Canottieri Pisa                           | Pisa                 |
| Canoa Club Napoli                         | Bacoli               |
| Circolo Nautico Posillipo B               | Napoli               |
| Circolo Canottieri Antonio Offredi A.S.D. | Amalfi               |
| Gruppo Canoe Roma                         | Roma                 |
| UCK Bari                                  | Bari/Castel Gandolfo |
| Jomar Club Catania                        | Catania              |
| Canoa Club Arenella                       | Palermo              |

### Classifica
|  |     | Classifica 2012     | Pti | G  | V  | N | P  | GF  | GS  | DR   |
|  | --- | ------------------- | --- | -- | -- | - | -- | --- | --- | ---- |
|  | 1.  | Jomar Club          | 60  | 20 | 20 | 0 | 0  | 142 | 34  | 108  |
|  | 2.  | TK Sardegna         | 43  | 20 | 14 | 1 | 5  | 119 | 63  | 56   |
|  | 3.  | Canoa Club Napoli   | 39  | 20 | 13 | 0 | 7  | 99  | 65  | 34   |
|  | 4.  | Canoa Club Cagliari | 38  | 20 | 12 | 2 | 6  | 88  | 59  | 29   |
|  | 5.  | CC Antonio Offredi  | 38  | 20 | 12 | 2 | 6  | 88  | 60  | 28   |
|  | 6.  | UCK Bari            | 27  | 20 | 8  | 3 | 9  | 81  | 83  | -2   |
|  | 7.  | Gruppo Canoe Roma   | 26  | 20 | 8  | 2 | 10 | 79  | 81  | -2   |
|  | 8.  | CC Firenze          | 25  | 20 | 8  | 1 | 11 | 73  | 64  | 9    |
|  | 9.  | CN Posillipo B      | 19  | 20 | 6  | 1 | 13 | 57  | 85  | -28  |
|  | 10. | Canoa Club Arenella | 51  | 20 | 2  | 0 | 18 | 27  | 109 | -82  |
|  | 11. | Canottieri Pisa     | 3   | 20 | 1  | 0 | 19 | 21  | 171 | -150 |

1 un punto di penalizzazione